# Canutama (ort)
Canutama är en ort i delstaten Amazonas i nordvästra Brasilien. Den är centralort i en kommun med samma namn, och folkmängden uppgick till cirka 7 000 invånare vid folkräkningen 2010. Canutama är belägen längs floden Purus.